# 六井淳
六井 淳（ろくい じゅん）は、日本の計算機科学者（人工知能・機械学習・知能情報処理・音楽情報処理・動画像処理・圧縮符号化）、実業家。学位は博士（情報科学）（北陸先端科学技術大学院大学・2003年）。静岡県立大学経営情報学部教授・大学院経営情報イノベーション研究科教授。
株式会社エイ・ティ・アール知能映像通信研究所研究員、株式会社キュリオシティ取締役、島根大学総合理工学部助手、島根大学大学院総合理工学研究科講師、島根大学総合情報処理センター副センター長、島根大学学術研究院理工学系講師などを歴任した。

## 来歴

### 生い立ち
信州大学に進学し、理学部の数学科にて学んだ。1996年3月、信州大学を卒業した。さらに北陸先端科学技術大学院大学に進学し、情報科学研究科にて学んだ。1998年3月、北陸先端科学技術大学院大学の博士前期課程を修了した。それに伴い、修士の学位を取得した。その後、国際電気通信基礎技術研究所の下に設立されたエイ・ティ・アール知能映像通信研究所において、1999年6月より研究員を務めた。2000年3月には、キュリオシティの取締役の一人として名を連ね、ネットワーク戦略部門を担当した。また、母校である北陸先端科学技術大学院大学にて、引き続き学び続けていた。その間、博士論文として「制約条件下の最適化に基づく音声認識の音響モデルの学習に関する研究」を執筆した。2003年3月には博士後期課程を修了した。それに伴い、博士（情報科学）の学位を取得した。

### 計算機科学者として
大学院修了後は島根大学にて奉職することになり、2003年4月に総合理工学部の助手に着任した。総合理工学部においては、主として数理・情報システム学科の講義を担当した。2008年6月、島根大学の大学院において、総合理工学研究科の講師に昇任した。総合理工学研究科においては、主として情報システム学領域の講義を担当した。その後、2018年に島根大学に教教分離制が導入されることになり、新たに発足した教員組織である学術研究院にて理工学系の講師を務めた。なお、引き続き教育組織である大学院の総合理工学研究科で講義を担当した。島根大学においては要職を歴任し、2013年4月からは島根大学の総合情報処理センターにて副センター長を兼務することになった。また、島根大学と並行して他の教育研究機関においても教鞭を執っており、母校である北陸先端科学技術大学院大学においては2016年4月より教育連携教員を兼任している。2018年10月、静岡県立大学に転じ、経営情報学部の准教授に就任した。経営情報学部においては、主として経営情報学科の情報コースの講義を担当した。また、静岡県立大学の大学院においても、経営情報イノベーション研究科の准教授を兼務した。経営情報イノベーション研究科においては、主として経営情報イノベーション専攻の情報系の講義を担当した。

## 研究
専門は計算機科学であり、人工知能、機械学習、知能情報処理、音楽情報処理、動画像処理、圧縮符号化といった分野を研究している。特に主要な研究テーマとして、人工知能、機械学習、知能情報処理を挙げている。これまでの業績に対し、2000年12月にBe Ambitious Conferenceにて研究大賞を授与されている。また、2007年11月にはIEEE広島支部よりIEEE HISS最優秀研究賞が授与されている。

## 略歴
- 1996年 - 信州大学理学部卒業[1]。
- 1998年 - 北陸先端科学技術大学院大学情報科学研究科博士前期課程修了[1]。
- 1999年 - エイ・ティ・アール知能映像通信研究所研究員[3]。
- 2000年 - キュリオシティ取締役[3]。
- 2003年 - 北陸先端科学技術大学院大学情報科学研究科博士後期課程修了[1]。
- 2003年 - 島根大学総合理工学部助手[3]。
- 2008年 - 島根大学大学院総合理工学研究科講師[3]。
- 2013年 - 島根大学総合情報処理センター副センター長[3]。
- 2016年 - 北陸先端科学技術大学院大学教育連携教員[3]。
- 2018年 - 島根大学学術研究院理工学系講師。
- 2018年 - 静岡県立大学経営情報学部准教授[3]。
- 2018年 - 静岡県立大学大学院経営情報イノベーション研究科准教授。
- 2021年 - 静岡県立大学大学院経営情報イノベーション研究科教授
- 2023年 - 静岡県立大学経営情報学部学部長

## 賞歴
- 2000年 - Be Ambitious Conference研究大賞[11]。
- 2007年 - IEEE HISS最優秀研究賞[11]。